# Eva Pflug

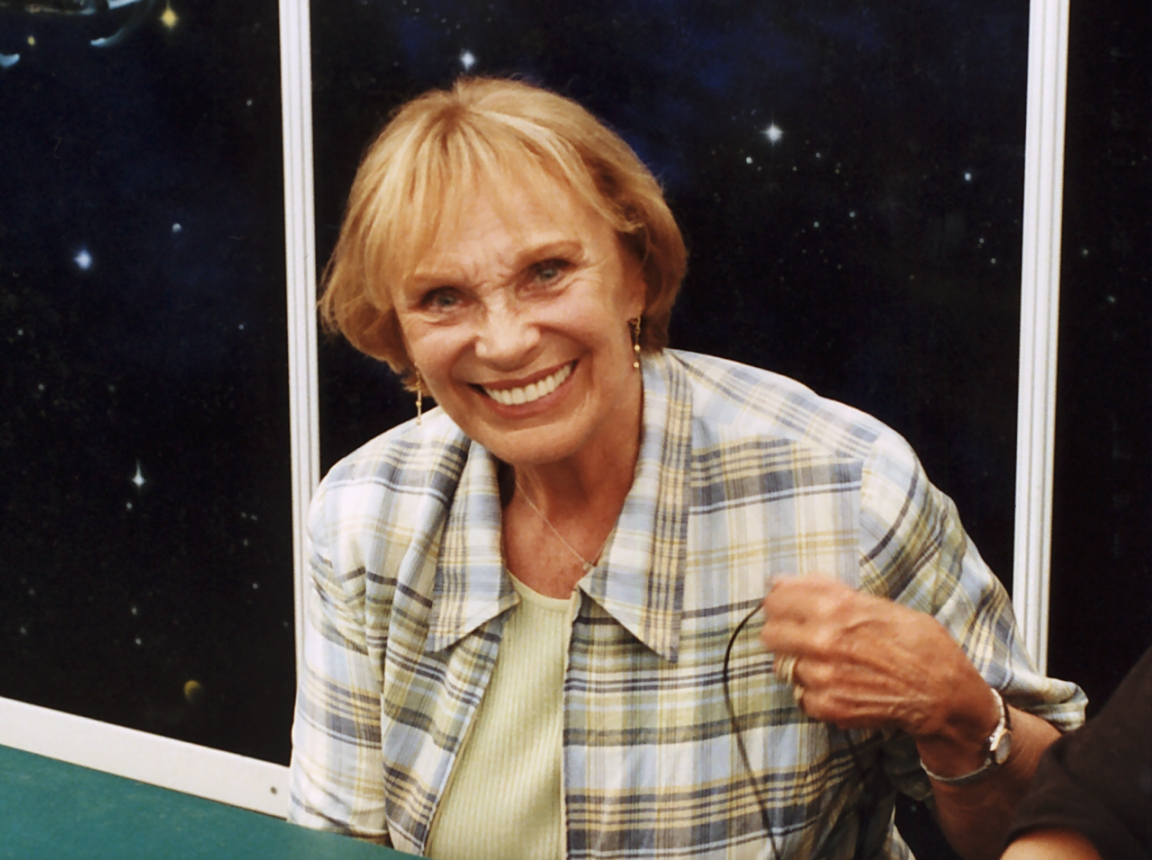
Eva Pflug, 2000

Eva Pflug (* 12. Juni 1929 in Leipzig; † 5. August 2008 in Grünwald) war eine deutsche Schauspielerin und Synchronsprecherin.

## Leben und Laufbahn
Eva Pflug, geboren 1929 in Leipzig, war die Tochter des Goldschmieds Walter Pflug und seiner Ehefrau Gertrud, geborene Thäle. Ihre Bühnenlaufbahn begann sie im Jahr 1947 in ihrer Heimatstadt. 1948 kam sie nach Westdeutschland. Nach ihrem ersten Kinofilm, Der Rat der Götter (1950), wirkte sie 1958 an der Seite von Curd Jürgens in Helmut Käutners Der Schinderhannes mit. Größere Aufmerksamkeit weckte Pflug mit dem ersten Edgar-Wallace-Film der Nachkriegszeit Der Frosch mit der Maske (1959). Darin spielte sie eine verruchte Nachtklubsängerin. Das von Karl Bette komponierte Lied Nachts im Nebel an der Themse (Text von Theo Maria Werner und Hans Billian) wurde jedoch nicht von ihr selbst gesungen, sondern von einer nicht genannten Sängerin nachsynchronisiert. 1962 war Pflug in dem Durbridge-Straßenfeger Das Halstuch zu sehen. Auch in den Durbridge-Verfilmungen Tim Frazer – Der Fall Salinger (1964) und Wie ein Blitz übernahm sie größere Rollen.
In der TV-Krimiserie Slim Callaghan greift ein spielte Eva Pflug 1964 ihre erste Serienhauptrolle. An der Seite von Viktor de Kowa verkörperte sie die Sekretärin Steffi. Nach Nebenrollen in Fernsehserien wie Die fünfte Kolonne und Das Kriminalmuseum übernahm Pflug die Hauptrolle, mit der sie seither identifiziert wird: In der ersten deutschen Science-Fiction-TV-Serie, Raumpatrouille – Die phantastischen Abenteuer des Raumschiffs Orion (1966), ist sie Tamara Jagellovsk, Leutnant des Galaktischen Sicherheitsdiensts. Sie ist jung und eine Frau, aber sehr durchsetzungsfähig und soll auf dem Raumschiff Orion Commander McLane, dargestellt von Dietmar Schönherr, und dessen Crew überwachen, damit sie künftig die Dienstvorschriften einhalten und die ihnen gestellten Aufträge minutiös ausführen. Anfangs gibt sie sich kühl, hat als GSD-Beamtin die Befugnis, den Commander zurechtzuweisen, kennt die Dienstvorschriften genau und muss Übertretungen der Mannschaft, die sie nicht direkt verhindern kann, zur Meldung bringen. Der Kontakt mit der Orion-Crew macht ihr jedoch deutlich, dass deren eigenmächtiges Vorgehen meist begründet ist. Jagellovsk wird Teil der verschworenen Gemeinschaft und möchte schließlich ihren Posten auf dem Raumschiff nicht mehr aufgeben oder doch zumindest im Privaten ein Teil von McLanes Leben sein. In dieser Rolle der eher rational handelnden, bestimmenden Vorgesetzten, zwischen der und deren männlichem Gegenspieler McLane es von Anfang an knistert, wurde Pflug ein Idol der Frauenemanzipation, vergleichbar mit der ebenfalls in den 1960er Jahren in Deutschland populären Emma Peel aus der englischen TV-Serie Mit Schirm, Charme und Melone. Von Fernsehproduzenten wurde Pflug von da an – trotz des großen Erfolgs der Serie – kaum noch besetzt, Raumpatrouille bedeutete auch das Ende ihrer Leinwandkarriere. Auf diese Zeit zurückblickend beteuerte Pflug später, nie eine Emanze gewesen zu sein. Fortan spielte sie vor allem Nebenrollen in Fernsehserien wie Graf Yoster gibt sich die Ehre, Dem Täter auf der Spur, Okay S.I.R., Der Kommissar, Notarztwagen 7, Ein Fall für Zwei.
Pflug nahm daraufhin wieder Engagements am Theater an und hatte Auftritte in Basel, München, Köln, Frankfurt am Main und Berlin sowie bei Festspielen in Heppenheim, Jagsthausen und Ettlingen. In dieser Zeit spielte sie in mehreren Klassikern die weibliche Hauptrolle, etwa das Gretchen in Goethes Faust und die Marthe Rull in Kleists Der zerbrochne Krug. Für ihre Darstellung in Bertolt Brechts Mutter Courage wurde sie 1986 mit dem Großen Preis von Bad Hersfeld (Bad Hersfelder Festspiele) ausgezeichnet. Außerdem spielte sie in George Bernard Shaws Die heilige Johanna und den Shakespeare-Lustspielen Ein Sommernachtstraum und Was ihr wollt. Zwischen 1980 und 1985 stand sie zudem rund 700 Mal mit Paul Hubschmid in Boulevardkomödien auf der Bühne.
Geschätzt wurde auch Pflugs Synchronstimme. So sprach sie Julie Christies Part in Dr. Schiwago (1965), Ursula Andress, Anne Bancroft (in Die Reifeprüfung), Eva Marie Saint (in Hitchcocks Der unsichtbare Dritte) und Susan Flannery (in der Serie Reich und Schön).
Am 5. August 2008 wurde Eva Pflug tot in ihrer Wohnung aufgefunden. Als Todesursache wird Herzschwäche vermutet. Sie wurde auf dem Waldfriedhof Grünwald bei München beigesetzt.

## Filmografie (Auswahl)
- 1950: Der Rat der Götter, DEFA-Produktion
- 1950: Die Dritte von rechts
- 1951: Die Csardasfürstin
- 1953: Unter den Sternen von Capri
- 1956: Manöverball
- 1958: Die Frau des Fotografen
- 1958: Gestehen Sie, Dr. Corda!
- 1958: Der Schinderhannes
- 1959: Der Frosch mit der Maske (Edgar-Wallace-Film)
- 1960: Geheimakte M (Man on a String)
- 1960: Die Botschafterin
- 1960: Ich schwöre und gelobe
- 1961: Die Falle
- 1961: Bis zum Ende aller Tage
- 1962: Das Halstuch (Francis-Durbridge-Mini-Serie)
- 1962: Zahlungsaufschub
- 1963: Ein Todesfall wird vorbereitet (Fernsehfilm)
- 1964: Slim Callaghan greift ein (Fernsehserie)
- 1964: Lydia muss sterben (Fernsehfilm)
- 1964: Tim Frazer – Der Fall Salinger (Durbridge-Mini-Serie)
- 1964: Die Diamantenhölle am Mekong
- 1964: Das Kriminalmuseum – Der Schlüssel (Fernsehserie)
- 1964: Die fünfte Kolonne – Schattenspiel
- 1965: Frühstück mit Julia
- 1966: Raumpatrouille – Die phantastischen Abenteuer des Raumschiffes Orion (Fernsehserie, 7 Folgen)
- 1967: Geheimnisse in goldenen Nylons (Deux billets pour Mexico)
- 1967: Ein Toter braucht kein Alibi
- 1967: Entscheidung
- 1969: Liebe, Love, l’Amour
- 1969: Polizeifunk ruft – Der Nutznießer
- 1970: Wie ein Blitz (Durbridge-Film)
- 1970: Der Minister und die Ente
- 1970: Die Kriminalerzählung (Fernsehserie)
- 1972: Dem Täter auf der Spur – In Schönheit sterben
- 1974: Die Antwort kennt nur der Wind (nach Johannes Mario Simmel)
- 1974: Der Kommissar Folge 76: Sein letzter Coup
- 1974: Okay S.I.R. – Einspielungen
- 1975: Motiv Liebe – Heimkehr
- 1976: Tatort – Kassensturz
- 1976: Notarztwagen 7
- 1976: Eurogang – Der Helfer
- 1978: Die unsterblichen Methoden des Franz Josef Wanninger (Fernsehserie, Episode Das Geheimnis der Pendel)
- 1981: Ein Fall für zwei – (Fernsehserie, Folge 1: Die große Schwester)
- 1981: Ein zauberhaftes Biest
- 1987: Die Krimistunde (Fernsehserie, Folge 25: Die Nilkatze)
- 1993: Zwei Halbe sind noch lange kein Ganzes
- 1996: Kurklinik Rosenau (Fernsehserie, 3 Folgen)
- 1998: Die Menschen sind kalt
- 2000: Vom Küssen und vom Fliegen
- 2000: Alarm für Cobra 11
- 2001: Dich schickt der Himmel
- 2002: Morgen träumen wir gemeinsam (nach Rosamunde Pilcher)
- 2002: Und tschüss Ihr Lieben
- 2003: Die Kommissarin – Das Attentat
- 2003: Raumpatrouille Orion – Rücksturz ins Kino
- 2004: Lockruf der Vergangenheit – Barbara Wood
- 2004: Tatort – Nicht jugendfrei
- 2006: Rose unter Dornen
- 2008: 1:0 für das Glück
- 2009: Bleib bei mir

## Sprechrollen (Auswahl)
Ursula Andress
- 1965: Das 10. Opfer als Caroline Meredith
- 1965: Der Blaue Max als Gräfin Kaeti von Klugermann
- 1967: Casino Royale als Vesper Lynd/007
- 1968: Der Stern des Südens als Erica Kramer
- 1970: Treffpunkt London Airport als Lady Britt

Antoinette Bower
- 1967: Solo für O.N.C.E.L. als Deliah Davro
- 1973: Raumschiff Enterprise als Sylvia

Eartha Kitt
- 2005: Ein Königreich für ein Lama 2 – Kronks großes Abenteuer als Yzma
- 2006–2008: Kuzco’s Königsklasse als Yzma / Direktorin Amzy

### Filme
- 1959: Der unsichtbare Dritte für Eva Marie Saint ala Eve Kendall
- 1960: Das Spinngewebe für Glynis Johns als Clarissa Hailsham-Brown
- 1962: Die sieben Schlüssel für Delphi Lawrence als Natalie Worth
- 1965:  Doktor Schiwago für Julie Christie als Lara Antipowa
- 1967: Die Reifeprüfung für Anne Bancroft als Mrs. Robinson
- 1994: I Love Trouble – Nichts als Ärger für Olympia Dukakis als Jeannie, Petersons Sekretärin

### Serien
- 1987: Der unglaubliche Hulk für June Allyson als Dr. Kate Lowell
- 1987: Falcon Crest für Eve Arden als Lillian Nash

### Hörspiele
- 1975: Momo und die grauen Herren als Kassiopeia (Schildkröte)[7]
- 1975: Momo und die Stunden-Blumen als Kassiopeia (Schildkröte)[8]